# Hysterosoma
Hysterosoma – pseudotagma budująca ciało niektórych roztoczy.
Hysterosoma stanowi tylną część ciała, wyróżnianą u niektórych roztoczy właściwych, oddzieloną od proterosomy bruzdą sejugalną. Obejmuje ona metapodosomę i segmenty opistosomalne. Zajmuje tylną część idiosomy.
U mechowców wierzch i częściowo boki hysterosomy przykrywa tarczka zwana notogaster. Od spodu wyróżnić można na hysterosomie regiony epimeralne odnóży III i IV pary oraz region anogenitalny. Ten ostatni region pokryty jest różnymi tarczkami. U prymitywniejszych form są to parzyste tarczki genitalne, aggenitalne, analne i adanalne. Niekiedy pojawia się pojedyncza tarczka preanalna między otworem płciowym a odbytowym. U Brachypylina część tarczek zrasta się w tarczkę wentralną.